# ファイエット郡 (オハイオ州)
ファイエット郡（英: Fayette County）は、アメリカ合衆国オハイオ州の南部に位置する郡である。2010年国勢調査での人口は29,030人であり、2000年の28,433人から2.1%増加した。郡庁所在地はワシントンコートハウス市（人口14,192人）であり、同郡で人口最大の都市でもある。
ファイエット郡はその全体で、ワシントンコートハウス小都市圏を構成している。ファイエット郡は1810年3月1日に設立され、郡名はアメリカ独立戦争で大陸軍の士官を務めたフランス人貴族ラファイエット侯爵に因んで名付けられた。

## 歴史
ファイエット郡は1810年3月1日に、ハイランド郡とロス郡の一部を合わせて設立された。郡名はアメリカ独立戦争でアメリカ側に就き、フランス革命でも重要な役割を演じたフランス軍人かつ政治家ラファイエット侯爵に因んで名付けられた。

## 地理
アメリカ合衆国国勢調査局に拠れば、郡域全面積は407.02平方マイル (1,054.2 km2)であり、このうち陸地406.36平方マイル (1,052.5 km2)、水域は0.66平方マイル (1.7 km2)で水域率は0.16%である。

### 空港
ファイエット郡空港は郡が所有する一般用途空港であり、ワシントンコートハウス市の北東にある。

### 隣接する郡
- マディソン郡 - 北
- ピッカウェイ郡 - 北東
- ロス郡 - 南東
- ハイランド郡 - 南
- クリントン郡 - 南西
- グリーン郡 - 北西

## 人口動態
以下は2000年国勢調査による人口統計データである。
| 基礎データ - 人口: 28,433人 - 世帯数: 11,054 世帯 - 家族数: 7,837 家族 - 人口密度: 27人/km2（70人/mi2） - 住居数: 11,904軒 - 住居密度: 11軒/km2（29軒/mi2） 人種別人口構成 - 白人: 95.60% - アフリカン・アメリカン: 2.07% - ネイティブ・アメリカン: 0.15% - アジア人: 0.46% - 太平洋諸島系: 0.01% - その他の人種: 0.55% - 混血: 1.16% - ヒスパニック・ラテン系: 1.24% 年齢別人口構成 - 18歳未満: 25.4% - 18-24歳: 8.0% - 25-44歳: 28.3% - 45-64歳: 24.0% - 65歳以上: 14.4% - 年齢の中央値: 38歳 - 性比（女性100人あたり男性の人口） - 総人口: 97.3 - 18歳以上: 93.3 | 世帯と家族（対世帯数） - 18歳未満の子供がいる: 32.4% - 結婚・同居している夫婦: 54.8% - 未婚・離婚・死別女性が世帯主: 11.5% - 非家族世帯: 29.1% - 単身世帯: 24.5% - 65歳以上の老人1人暮らし: 11.2% - 平均構成人数 - 世帯: 2.51人 - 家族: 2.96人 収入と家計 - 収入の中央値 - 世帯: 36,735米ドル - 家族: 43,692米ドル - 性別 - 男性: 31,870米ドル - 女性: 22,662米ドル - 人口1人あたり収入: 18,063米ドル - 貧困線以下 - 対人口: 10.1% - 対家族数: 7.7% - 18歳未満: 12.3% - 65歳以上: 11.3% |

## 郡区

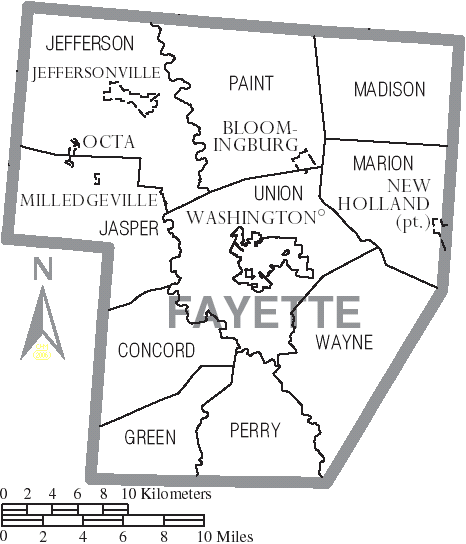
ファイエット郡図

ファイエット郡は下記10の郡区に分割されている。
| - コンコード - グリーン - ジャスパー - ジェファーソン - マディソン | - マリオン - ペイント - ペリー - ユニオン - ウェイン |

### 都市
- ワシントンコートハウス - 郡庁所在地

### 村
| - ブルーミンバーグ - グリーンフィールド† - ジェファーソンビル | - ミレッジビル - ニューホランド‡ - オクタ |

† 一部はハイランド郡とロス郡内
‡ 一部はピッカウェイ郡内

### 未編入の町
| - ブレッシング - ブックウォルター - ボイド - ブエナビスタ - クック - カニンガム - イーバー - エッジフィールド - フェアビュー - ジョージタウン - ゴームリー | - グレンデン - グッドホープ - ヘイグラー - ジャスパーミルズ - ジョンソン - ルーレイ - ラットレル - マディソンミルズ - マナラ - マクリーン - ニューマーティンズバーグ | - パンコーストバーグ - プレザントコーナーズ - プレザントビュー - プリマス - ロックミルズ - シャディグローブ - ストーントン - ホワイトオーク - ヤンキータウン - イェーツビル |